# Ed Jovanovski
Edward „Ed“ Jovanovski (* 26. Juni 1976 in Windsor, Ontario) ist ein ehemaliger kanadischer Eishockeyspieler mazedonischer Abstammung. Der im NHL Entry Draft 1994 an erster Gesamtposition ausgewählte Verteidiger absolvierte 1204 Spiele in der National Hockey League für die Florida Panthers, Vancouver Canucks und Phoenix Coyotes. Mit der kanadischen Nationalmannschaft gewann er Goldmedaillen bei den Olympischen Spielen 2002 und beim World Cup of Hockey 2004 sowie Silbermedaillen bei den Weltmeisterschaften 2005 und 2008.

## Karriere
Nach einer sehr starken Saison bei den Junioren in der Western Hockey League in seiner Heimatstadt bei den Windsor Spitfires holten die Florida Panthers Jovanovski mit ihrem „First Overall Pick“ beim NHL Entry Draft 1994. Er blieb noch ein Jahr in der WHL und spielte ab der Saison 1995/96 in der NHL.

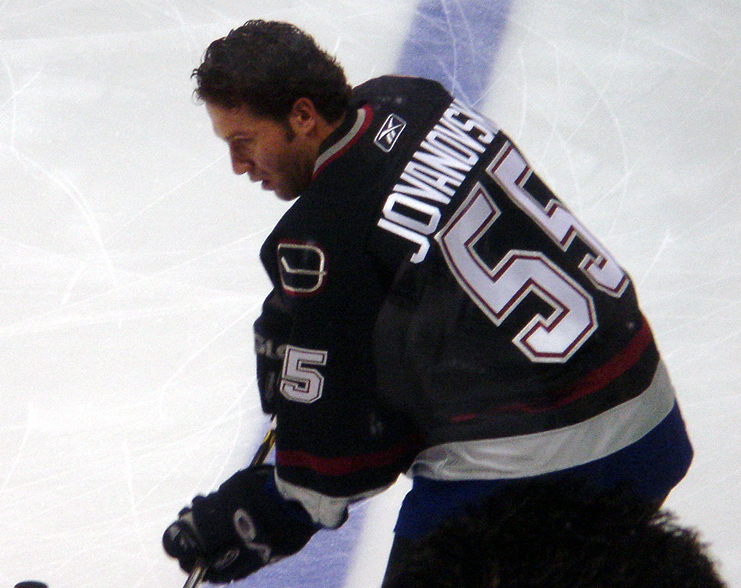
Jovanovski im Trikot der Vancouver Canucks

Bei den Florida Panthers konnte er sich sofort durchsetzen. Durch seine robuste Spielweise sorgte er für Ordnung vor dem Tor der Panthers und bekam schnell den Spitznamen „Jovocop“. Nach dem Ende der Saison wurde er gemeinsam mit Bostons Kyle McLaren ins NHL All-Rookie Team gewählt. Auch in den kommenden Jahren konnte Jovanovski in Florida vor allem in der Defensive überzeugen. Als man in der Saison 1998/99 in Florida die Offensive stärken wollte, war das Ziel der Begierde Pawel Bure, und der Preis, den man bezahlen musste, war Jovanovski. Neben den beiden waren noch einige weitere Spieler wie Dave Gagner, Bret Hedican und Kevin Weekes in das Tauschgeschäft zwischen den Panthers und den Vancouver Canucks eingebunden.
Anfangs waren es auch Jovanovskis defensive Qualitäten, mit denen er in Vancouver überzeugte, aber ab der Saison 2000/01 konnte er auch in der Offensive überzeugen. Es folgten drei Spielzeiten, in denen er knapp an die 50 Punktemarke herankam. Von 2001 bis 2003 wurde er auch für das NHL All-Star Game nominiert.
Bei den Olympischen Spielen 2002 in Salt Lake City konnte er mit der kanadischen Nationalmannschaft olympisches Gold gewinnen.
Nach dem Lockout warf ihn eine Verletzung zurück, und er konnte nur 44 Spiele für die Canucks bestreiten, so verpasste er auch die Teilnahme an den Olympischen Spielen 2006.
Im Juli 2006 unterschrieb Jovanovski einen Fünfjahresvertrag bei den Phoenix Coyotes, der ihm 32,5 Millionen Dollar einbrachte. Am 1. Juli 2011 unterzeichnete er einen Kontrakt bei den Florida Panthers. Nach der Saison 2013/14 verließ er die Panthers und beendete in der Folge seine aktive Karriere.
Die Eltern von Ed Jovanovski waren aus Mazedonien nach Kanada immigriert. 2005 wurde die Dokumentation „The Late Bloomer: Ed Jovanovski“ über sein Leben gedreht.

## Erfolge und Auszeichnungen
| - 1994 OHL All-Rookie Team - 1994 OHL Second All-Star Team - 1994 CHL All-Rookie Team - 1995 OHL First All-Star Team - 1995 CHL Second All-Star Team - 1996 NHL All-Rookie Team | - 2001 Teilnahme am NHL All-Star Game - 2002 Teilnahme am NHL All-Star Game - 2003 Teilnahme am NHL All-Star Game - 2007 Teilnahme am NHL All-Star Game - 2008 Teilnahme am NHL All-Star Game |

### International
| - 1995 Goldmedaille bei der U20-Junioren-Weltmeisterschaft - 2002 Goldmedaille bei den Olympischen Winterspielen - 2004 Goldmedaille beim World Cup of Hockey | - 2005 Silbermedaille bei der Weltmeisterschaft - 2008 Silbermedaille bei der Weltmeisterschaft |

## Karrierestatistik

### International
Vertrat Kanada bei:
| - Junioren-Weltmeisterschaft 1995 - World Cup of Hockey 1996 - Weltmeisterschaft 1998 - Weltmeisterschaft 2000 | - Olympischen Winterspielen 2002 - World Cup of Hockey 2004 - Weltmeisterschaft 2005 - Weltmeisterschaft 2008 |

(Legende zur Spielerstatistik: Sp oder GP = absolvierte Spiele; T oder G = erzielte Tore; V oder A = erzielte Assists; Pkt oder Pts = erzielte Scorerpunkte; SM oder PIM = erhaltene Strafminuten; +/− = Plus/Minus-Bilanz; PP = erzielte Überzahltore; SH = erzielte Unterzahltore; GW = erzielte Siegtore; 1 Play-downs/Relegation; Kursiv: Statistik nicht vollständig)